# Quận Coffee, Georgia
Quận Coffee là một quận trong tiểu bang Georgia, Hoa Kỳ. Quận lỵ đóng ở thành phố Douglas 6. Theo điều tra dân số năm 2010 của Cục điều tra dân số Hoa Kỳ, quận có dân số 42.356 người 2. 